# Color-Line-Stadion
Das Color-Line-Stadion ist ein Fußballstadion in der norwegischen Stadt Ålesund. Es wurde im April 2005 eröffnet und die Baukosten beliefen sich auf 160 Mio. NOK (ca. 20 Mio. Euro).
Das Color-Line-Stadion war das erste Erstliga-Stadion in Norwegen mit einem Kunstrasen und mit der Reederei Color Line das erste mit einem Namenssponsor. Der Hauptnutzer des Stadions ist die Mannschaft des Aalesunds FK. Der SK Guard nutzt ebenfalls die Spielstätte für seine Heimspiele. Von 2009 an trug die Frauenfußball-Mannschaft von Fortuna Ålesund ihre Partien in der Arena aus.

## Fakten
- Kapazität: 10.778 Plätze (9.598 Sitzplätze)
- Rekordbesucherzahl: 10.903 (gegen Hamarkameratene, 3. August 2005)
- Das erste Spiel: Aalesunds FK spielte gegen Odd Grenland. Aalesunds gewann das Spiel 2:1
- Vor dem Stadion steht eine Statue mit dem Namen „Der Fußballspieler“, nach dem Abbild von John Arne Riise.